# Pilosana vanna
Pilosana vanna är en insektsart som beskrevs av Nielson 1983. Pilosana vanna ingår i släktet Pilosana och familjen dvärgstritar. Inga underarter finns listade i Catalogue of Life.